# Guerra Yunnan-Guangxi
La guerra tra lo Yunnan e il Guangxi fu una guerra di successione combattuta per il controllo del Partito Nazionalista Cinese dopo la morte di Sun Yat-sen nel 1925. Fu lanciata dalla cricca dello Yunnan contro la leadership del partito e la nuova cricca del Guangxi.

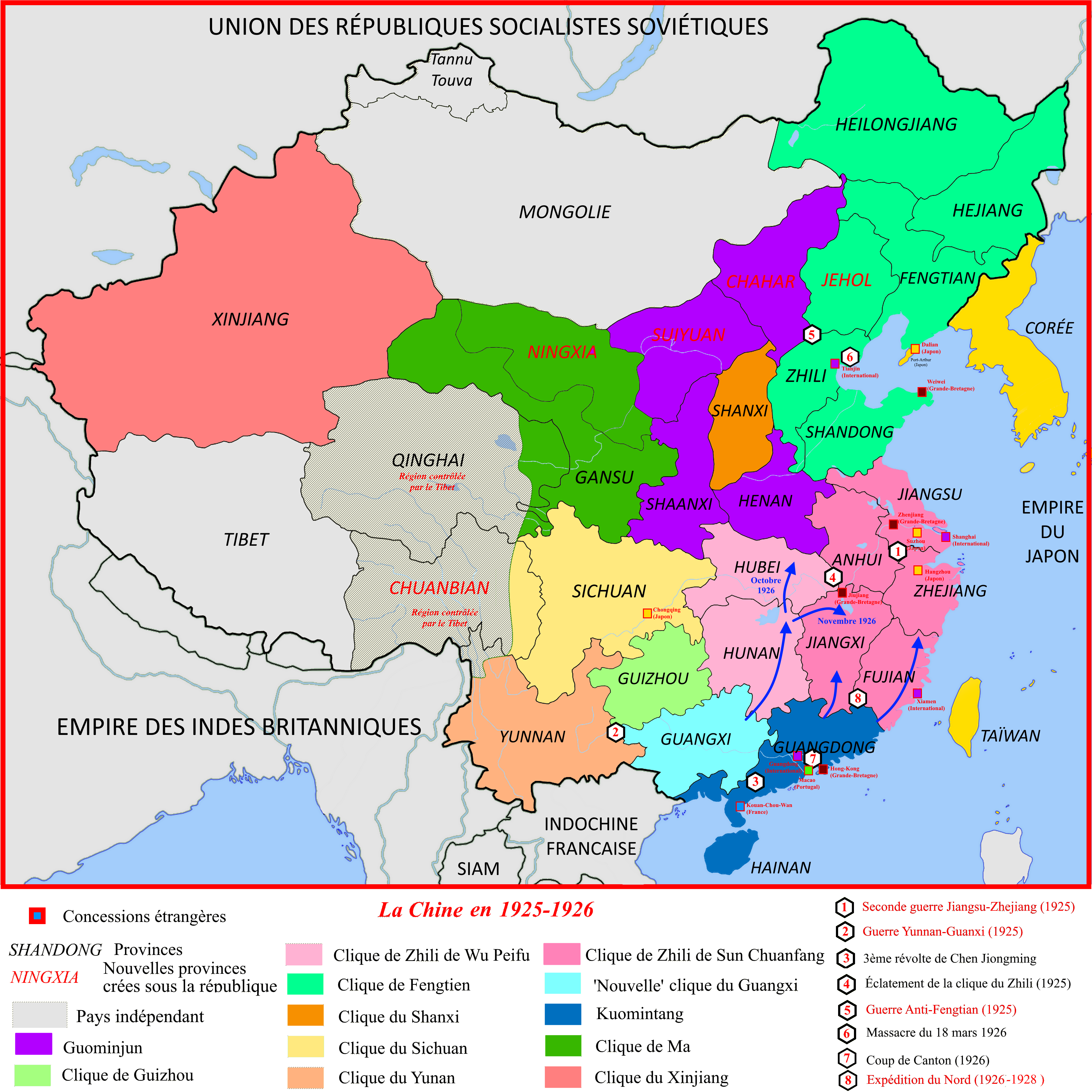
Mappa della Cina nel 1925

## Storia
Il 18 marzo 1925, sei giorni dopo la morte di Sun, Tang Jiyao, leader della cricca dello Yunnan dichiarò di essere il legittimo leader del Kuomintang contro il generalissimo in carica Hu Hanmin e i dirigenti del partito. Tang era stato un rivoluzionario sin dai tempi della dinastia Qing, era stato uno dei leader più importanti della guerra di protezione nazionale contro Yuan Shikai, era il co-fondatore del Movimento di protezione della costituzione e aiutò Sun durante la guerra Guangdong-Guangxi e la ribellione di Chen Jiongming. Nonostante ciò, il suo rapporto con Sun non era solido. In precedenza aveva negoziato con il governo Beiyang e altri signori della guerra del nord, aveva resistito alla pressioni di Sun per lanciare la Spedizione del Nord e non si era messo a disposizione per fornire un rifugio sicuro all'Assemblea nazionale durante la guerra Guangdong-Guangxi. Viceversa, Sun aveva riconosciuto l'autorità di Gu Pinzhen, che aveva rovesciato brevemente Tang nel 1921.

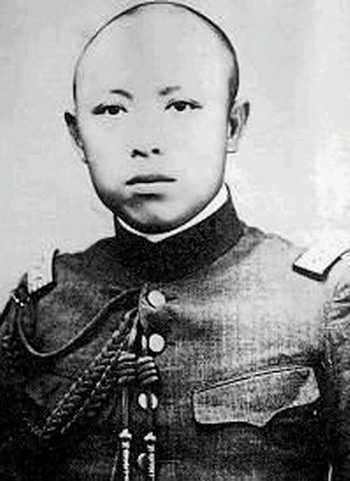
Tang Jiyao

Dato che era il generale più abile e famoso del Kuomintang, Tang credeva di essere il capo naturale della rivoluzione nazionale. Giustificò la sua affermazione osservando che Sun lo aveva definito "vice generalissimo" nel 1924. In realtà Tang aveva rifiutato questa posizione quando aveva saputo che era inferiore al grado di "vice generalissimo" di Hu Hanmin. I leader del partito denunciarono Tang come un usurpatore. Frustrato, radunò i suoi alleati nello Yunnan e Guizhou per condurre una spedizione a Canton. Hu Hanmin chiese alla nuova cricca del Guangxi di Li Zongren, Bai Chongxi e Huang Shaohong di formare una difesa. Li Zongren sbaragliò con successo gli eserciti invasori di Tang durante l'estate. La sua statura aumentò a causa della guerra e in seguito sarebbe diventato Presidente della Repubblica di Cina ad interim.
Anche le fortune del precedentemente ignoto Chiang Kai-shek sorsero a causa di questa guerra. In agosto Hu Hanmin fu accusato dell'assassinio del compagno di partito Liao Zhongkai e fu arrestato e esiliato da Chiang e Wang Jingwei. Chiang assunse il ruolo del generale Xu Chongzhi come comandante dell'Esercito Rivoluzionario Nazionale dal momento che Xu era sospettato di aver preso parte all'assassinio, conoscendo informazioni sull'avvenimento o semplicemente pericoloso per la sicurezza (Xu era un sostituto del suo superiore ribelle, Chen Jiongming). Molti leader di destra del Kuomintang furono retrocessi, come Lin Sen e Dai Jitao. Ciò rese Chiang la seconda persona più potente del Kuomintang dopo Wang Jingwei.
A settembre Chen Jiongming lanciò la sua ultima ribellione nel Guangdong, che fu schiacciata da Chiang. Chen e Tang divennero alleati e rispettivamente capo e vice capo del nuovo Partito della Cina per l'Interesse Pubblico a San Francisco in ottobre. Il partito sosteneva il federalismo e la democrazia multipartitica; spostò la sua sede a Hong Kong nel 1926.
Chiang Kai-shek alla fine espulse Wang Jingwei in seguito all'epurazione di Canton del 20 marzo 1926. Dopo la riuscita della Spedizione del Nord da parte dei nazionalisti, molti generali di Tang vollero riallinearsi con il Kuomintang. Long Yun costrinse Tang a ritirarsi nel febbraio 1927 e il generale morì tre mesi dopo all'età di 43 anni.

## Conseguenze
La cricca dello Yunnan, alla morte di Tang Jiyao, perse molta influenza. Dovette rinunciare al suo controllo sul Guizhou e alle sue affermazioni sul Guangdong.
Questa guerra permise a Chiang Kai-shek di eliminare i suoi principali rivali: prima Hu Hanmin, poi Chen Jiongming e infine Wang Jingwei. Nell'estate del 1926 era diventato il leader indiscusso del Kuomintang e lanciò immediatamente la Spedizione del Nord per riunificare la Cina e porre fine al regno dei signori della guerra.